# Abrechnung in San Franzisko
Abrechnung in San Franzisko (Originaltitel: Gli esecutori) ist ein italienischer Action-Film aus dem Jahr 1976 mit Roger Moore und Stacy Keach in den Hauptrollen.

## Handlung
Salvatore Francesco spendet ein Holzkreuz aus seinem Heimatort in Sizilien einer Kirche in San Francisco. Die „milde Gabe“ diente allerdings zum Schmuggeln von Heroin. Salvatore wird beschuldigt, er habe das Heroin geschmuggelt, und sollte er nicht den wahren Schuldigen präsentieren können, werde er von der Mafia zur Rechenschaft gezogen.
Er beauftragt seinen Neffen Ulysses, einen amerikanisch-sizilianischen Anwalt, mit der Suche nach den wahren Schuldigen. An seiner Seite steht sein langjähriger Freund Charlie. Nachdem Ulysses und Charlie die Handlanger und das Heroin aufgespürt haben, besucht Ulysses Salvatore und erschießt ihn, da dieser einst seinen Vater in Sizilien ermordet hat.
Zum Schluss rollt Ulysses das Auto mit dem Heroin im Kofferraum von einer Klippe.

## Kritik
„Gut fotografiertes, aber grobschlächtig erzähltes und stellenweise langweiliges Gangsterdrama.“

„Der Film überzeugt weder durch Originalität (trotz eines halben Dutzends Autoren) noch durch die Regiekünste. Keach und Moore spulen ihre Sätze mit einer Unkonzentriertheit ab, die im diametralen Gegensatz zur Zahl der Leichen auf ihrem Weg steht. Nichts Neues, nicht mal neues Mittelmaß.“